# South Fork Umatilla River
Il South Fork Umatilla River, letteralmente biforcazione Sud del fiume Umatilla, è un affluente del fiume Umatilla nella Contea di Umatilla nello stato dell'Oregon. Il nome del fiume deriva dal nome che avevano dato i Nativi Americani. Le sue sorgenti si trovano nella Foresta nazionale di Umatilla nelle Blue Mountains nella parte nord-orientale dell'Oregon, vicino Pileup Saddle e Black Mountain. Il South Fork Umatilla River scorre generalmente verso Nord tra Goodman Ridge e Bobsled Ridge per incontrare il North Fork Umatilla River vicino Graves Butte. I due corsi d'acqua si uniscono insieme a formare il corso principale del fiume Umatilla.
Noti affluenti del South Fork, andando dalla sorgente alla foce, sono i torrenti Shimmiehorn, Thomas e Buck, che entrano tutti da destra. Anche il North Fork Umatilla River entra da destra.
Lo Umatilla Forks Campground e la Day Use Area si trovano vicino alla confluenza del North Fork Umatilla River e del South Fork Umatilla River. Aperti da giugno a settembre, dispongono di campeggi, tavoli da picnic, servizi igienici, acqua potabile e posti auto. La Forest Road 32 corre lungo il tratto inferiore del fiume sotto la foce del Thomas Creek.